# Градски каубоји
Градски каубоји (енгл. City Slickers), амерички филм из 1991. у режији Рона Андервуда.
Блиски пријатељи Мич, Ед и Фил пате од кризе средњих година. Одлучују да предахну као прави каубоји и крећу на Дивљи запад, где упознају каубоја Керлија и уче о светлој страни живота.

## Радња
У Памплони, у Шпанији, пријатељи средњих година Мич Робинс, Ед Фурило и Фил Берквист учествују у трци са биковима. Док се враћају авионом, Мич каже Еду да му је доста њихових путовања. Годину дана касније, по повратку кући у Њујорку, Мич схвата да он и његови пријатељи користе авантуристичка путовања као бекство од досадних живота, пошто је разочаран својим послом продаје радио реклама, Фил је заробљен у браку без љубави са својом стидљивом женом Арлин док управља супермаркетом свог таста (која такође малтретира и понижава Фила), а Ед је успешан и друштвен продавац спортске опреме који се недавно оженио знатно млађом женом, али није спреман да се потпуно смири.
На Мичевој забави поводом 39. рођендана, Фил и Ед поклањају Мичу путовање за сва тројицу на двонедељни вожњу стоке од Новог Мексика до Колорада. Филова двадесетогодишња запослена Ненси неочекивано стиже на забаву и објављује да је позитивна на тесту за трудноћу, због чега Арлин одлази после свађе. Мичова жена, Барбара, инсистира да он оде на погон стоке како би поново пронашао свој осмех.
У Новом Мексику, тројац упознаје власника ранча Клеја Стоуна и њихове колеге возаче стоке: браћу предузетнике Барија и Ајру Шаловица, младу и атрактивну Бони, и зубаре Бена и Стива Џесапа, раднике на ранчу Џефа и Т.Р.-а, и кувара Кукија. Мич се суочава са Џефом и Т.Р.-ом када почну сексуално да узнемиравају Бони. Шеф стазе Карли интервенише, мада такође понижава Мича.
Током вожње, Мич случајно изазива стампедо који уништава камп. Док тражи залутале краве, Мич открива да Карли има љубазну и мудру природу испод своје грубе спољашњости. Карли охрабрује Мича да открије „једну ствар“ у свом животу која му је најважнија. Успут, Мич помаже да се теле окоти од умируће краве. Мич даје телету име Норман. Убрзо након тога, Керли доживљава фатални срчани удар, остављајући погон под контролом Џефа и Т.Р.-а. Куки се напије и ненамерно уништава залихе хране, сломивши ногу у том процесу.
Након што Џесупови одлазе да одведу Кукија у оближњи град (будући да су квалификованији због своје медицинске обуке у стоматологији), Џеф и Т.Р. се опијају Кукијевим тајним залихама. Долази до туче када прете да ће убити Нормана и напасти Мича. Фил и Ед интервенишу, а Фил држи Џефа на нишану пиштољем, што ослобађа његове потиснуте емоције. Убрзо након тога, Џеф и Т.Р. напуштају групу. Бони и Шаловици настављају ка ранчу у Колораду, док Ед и Фил остају да заврше погон. Мич такође одлази, али се убрзо враћа да се придружи својим пријатељима.
Након што су се пркосили јакој олуји, терају крдо у Колорадо. Када се Норман скоро удави док крдо прелази реку, Мич предузима мере да га спасе. Обоје бивају однесени струјом, али их Фил и Ед спасавају. Безбедно стижу до ранча у Колораду. Када Стоун понуди да свима надокнади трошкове, Џесупови више воле да врате стадо у Нови Мексико. Међутим, Клеј открива да продаје стадо компанији за паковање меса. Мич, Фил и Ед у почетку верују да су спасили стоку ни за шта, али одлучују да искористе своје искуство како би преиспитали своје животе.
Мушкарци се враћају у Њујорк. Мич, срећнији човек, поново се удружује са Барбаром и њихово двоје деце; такође је кући довео Нормана као кућног љубимца. Фил, сазнавши раније да његова запослена није трудна, започиње везу са Бони. Ед намерава да оснује породицу са својом женом. Мич је спреман да поново започне свој живот са новим ставом.